# فرانسوا فلیکس
فرانسوا فلیکس (انگلیسی: François Félix؛ زادهٔ ۱۹ مهٔ ۱۹۴۹) بازیکن فوتبال اهل فرانسه است.
از باشگاه‌هایی که در آن بازی کرده‌است می‌توان به باشگاه فوتبال باستیا، باشگاه فوتبال اوسر، باشگاه فوتبال المپیک لیون، باشگاه فوتبال آنژه، باشگاه فوتبال نیم المپیک، و باشگاه فوتبال پاریس اشاره کرد.